# ایزدبانوی سبز
ایزدبانوی سبز نمایشنامه‌ای است از ویلیام آرچر از سال ۱۹۲۱ میلادی.

## فیلم‌ها
- الهه سبز (فیلم ۱۹۳۰)
- ماجرای عراق